# Masaki Chūgo
Masaki Chūgo (中後 雅喜 Chūgo Masaki?, nacido el 16 de mayo de 1982 en Chiba) es un exfutbolista y entrenador japonés que se desempeñaba como centrocampista. Actualmente es entrenador de Kashima Antlers.

## Trayectoria

### Clubes como jugador
| Club             | País  | Año         |
| ---------------- | ----- | ----------- |
| Kashima Antlers  | Japón | 2005 - 2008 |
| JEF United Chiba | Japón | 2009 - 2010 |
| Cerezo Osaka     | Japón | 2011        |
| Tokyo Verdy      | Japón | 2012 - 2017 |

### Clubes como entrenador
| Club            | País  | Año           |
| --------------- | ----- | ------------- |
| Kashima Antlers | Japón | 2024-presente |

## Estadística de carrera

### J. League
| Club             | Año   | J. League | J. League | Copa J. League | Copa J. League | Total | Total |
| Club             | Año   | Part.     | Goles     | Part.          | Goles          | Part. | Goles |
| ---------------- | ----- | --------- | --------- | -------------- | -------------- | ----- | ----- |
| Kashima Antlers  | 2005  | 0         | 0         | 2              | 0              | 2     | 0     |
| Kashima Antlers  | 2006  | 17        | 0         | 6              | 0              | 23    | 0     |
| Kashima Antlers  | 2007  | 28        | 4         | 9              | 0              | 37    | 4     |
| Kashima Antlers  | 2008  | 24        | 0         | 1              | 0              | 25    | 0     |
| JEF United Chiba | 2009  | 19        | 0         | 2              | 0              | 21    | 0     |
| JEF United Chiba | 2010  | 8         | 0         | -              | -              | 8     | 0     |
| Cerezo Osaka     | 2011  | 24        | 0         | 1              | 0              | 25    | 0     |
| Tokyo Verdy      | 2012  | 19        | 2         | -              | -              | 19    | 2     |
| Tokyo Verdy      | 2013  | 15        | 0         | -              | -              | 15    | 0     |
| Tokyo Verdy      | 2014  | 24        | 1         | -              | -              | 24    | 1     |
| Tokyo Verdy      | 2015  | 40        | 4         | -              | -              | 40    | 4     |
| Tokyo Verdy      | 2016  | 31        | 3         | -              | -              | 31    | 3     |
| Tokyo Verdy      | 2017  | 13        | 1         | -              | -              | 13    | 1     |
| Total            | Total | 262       | 15        | 21             | 0              | 283   | 15    |

## Palmarés

### Títulos nacionales
| Título             | Club            | País  | Año  |
| ------------------ | --------------- | ----- | ---- |
| J1 League          | Kashima Antlers | Japón | 2007 |
| Copa del Emperador | Kashima Antlers | Japón | 2007 |
| J1 League          | Kashima Antlers | Japón | 2008 |